# Zimní olympijské hry mládeže 2012
Zimní olympijské hry mládeže 2012, oficiálně I. zimní olympijské hry mládeže (německy Olympische Jugend-Winterspiele 2012), se konaly v rakouském Innsbrucku. Slavnostní zahájení proběhlo 13. ledna 2012, zakončení se pak uskutečnilo 22. ledna 2012.
Zúčastnilo se jich 1059 sportovců ze 70 zemí světa, soutěžilo se v 63 disciplínách. Z Česka se her zúčastnilo 24 sportovců.

## Volba pořadatele
Kandidaturu na pořadatelství her předložila celkem čtyři města.
- Innsbruck
- Kuopio
- Charbin
- Lillehammer

Tento seznam byl dále zkrácen na dva finalisty. Dne 12. prosince 2008 bylo za hostitelské město zvolen Insbruck.
| Město     | Stát     | První kolo |
| --------- | -------- | ---------- |
| Innsbruck | Rakousko | 84         |
| Kuopio    | Finsko   | 15         |

## Olympijské sportoviště

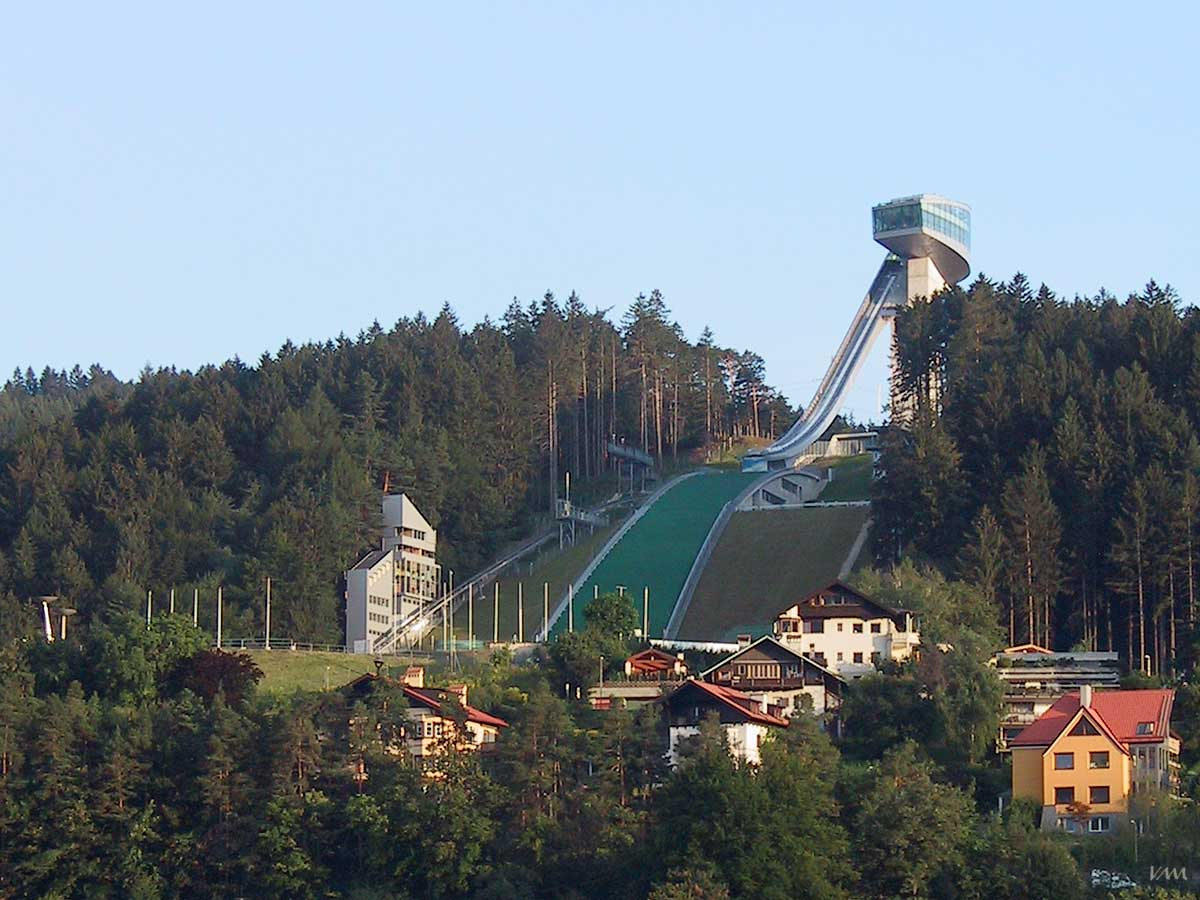
Bergiselschanze

### Innsbruck
- Bergiselschanze (slavnostní zahálení a zakončení ZOHM 2012)
- Olympic Sliding Centre Innsbruck (boby, sáně, skeleton)
- Eisschnelllaufbahn Innsbruck (rychlobruslení)
- Kühtai Saddle (akrobatické lyžování, snowboarding)
- Tyrolean Ice Arena (lední hokej)
- Olympiahalle (krasobruslení, short track)
- Innsbruck Exhibition Centre (curling, short track)

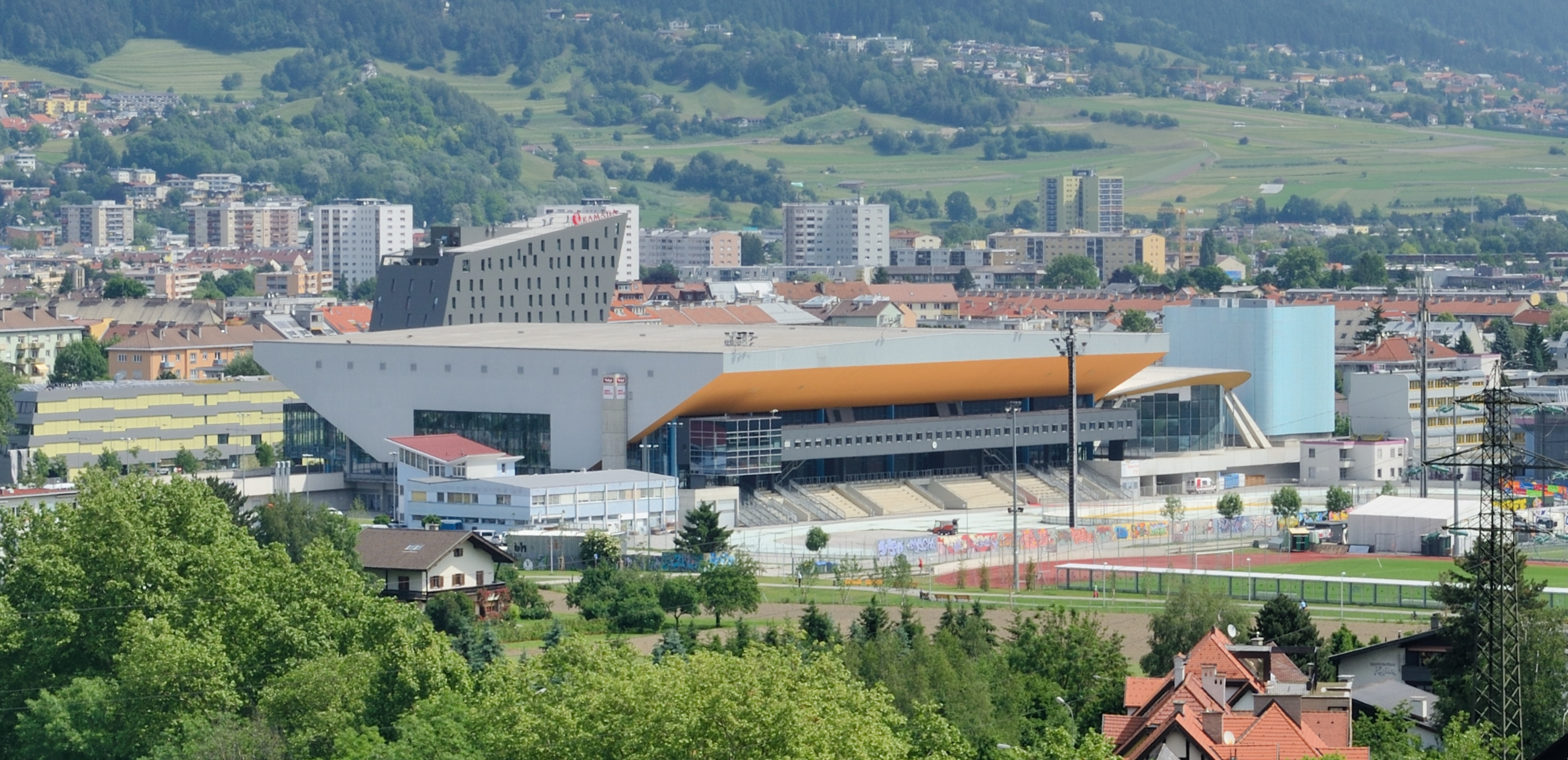
Olympiahalle (Innsbruck)

### Seefeld
- Seefeld Arena (běh na lyžích, biatlon, severská kombinace, skoky na lyžích)

### Tyrolsko
- Patscherkofel (alpské lyžování)

## Soutěže
Na hrách sportovci soutěžili v 15 sportech s celkem 63 disciplínami.

### Sportovní odvětví
- Akrobatické lyžování
- Alpské lyžování
- Běh na lyžích
- Biatlon
- Boby
- Curling
- Krasobruslení
- Lední hokej
- Rychlobruslení
- Saně
- Severská kombinace
- Short track
- Skeleton
- Skoky na lyžích
- Snowboarding

### Kalendář soutěží
| UC | Úvodní ceremoniál | ● | Soutěžní den disciplíny | 1 | Finále disciplíny | ZC | Závěrečný ceremoniál |

| Leden                | 13. Pá | 14. So | 15. Ne | 16. Po | 17. Út | 18. St | 19. Čt | 20. Pá | 21. So | 22. Ne | Finále |
| -------------------- | ------ | ------ | ------ | ------ | ------ | ------ | ------ | ------ | ------ | ------ | ------ |
| Ceremoniály          | UC     |        |        |        |        |        |        |        |        | ZC     |        |
| Akrobatické lyžování |        | ●      | 2      |        |        |        | ●      |        | 2      |        | 4      |
| Alpské lyžování      |        | 2      | 2      |        | 1      | 1      | 1      | 1      | 1      |        | 9      |
| Běh na lyžích        |        |        |        |        | 2      |        | 2      |        | 1      |        | 5      |
| Biatlon              |        |        | 2      | 2      |        |        | 1      |        |        |        | 5      |
| Boby                 |        |        |        |        |        |        |        |        |        | 2      | 2      |
| Curling              |        | ●      | ●      | ●      | ●      | 1      |        | ●      | ●      | 1      | 2      |
| Krasobruslení        |        | ●      | ●      | 2      | 2      |        |        |        | 1      |        | 5      |
| Lední hokej          | ●      | ●      | ●      | ●      | ●      | ●      | 2      | ●      | ●      | 2      | 4      |
| Rychlobruslení       |        | 2      |        | 2      |        | 2      |        | 2      |        |        | 8      |
| Saně                 |        |        | 1      | 2      | 1      |        |        |        |        |        | 5      |
| Severská kombinace   |        |        | 1      |        |        |        |        |        |        |        | 1      |
| Short track          |        |        |        |        |        | 2      | 2      |        | 1      |        | 5      |
| Skeleton             |        |        |        |        |        |        |        |        | 2      |        | 2      |
| Skoky na lyžích      |        | 2      |        |        |        |        |        |        | 1      |        | 3      |
| Snowboarding         |        | ●      | 2      |        |        |        | 2      |        |        |        | 4      |
| Celkem disciplín     |        | 6      | 10     | 8      | 6      | 6      | 10     | 3      | 9      | 5      | 63     |
| Kumulativní součet   |        | 6      | 16     | 24     | 30     | 36     | 46     | 49     | 58     | 63     |        |
| Leden                | 13. Pá | 14. So | 15. Ne | 16. Po | 17. Út | 18. St | 19. Čt | 20. Pá | 21. So | 22. Ne | Finále |

## Čeští medailisté
Zlatá medaile
- Tomáš Portyk – severská kombinace

Stříbrná medaile
- Veronika Čamková – skikros

## Slovenští medailisté
Zlatá medaile
- Petra Vlhová - sjezd

## Pořadí národů
| Pořadí | Země                         | Zlato | Stříbro | Bronz | Celkem |
| ------ | ---------------------------- | ----- | ------- | ----- | ------ |
| 1      | Německo (GER)                | 8     | 7       | 2     | 17     |
| 2      | Čína (CHN)                   | 7     | 4       | 4     | 15     |
| 3      | Rakousko (AUT)               | 6     | 4       | 3     | 13     |
| 4      | Jižní Korea (KOR)            | 6     | 3       | 2     | 11     |
| 5      | Rusko (RUS)                  | 5     | 4       | 7     | 16     |
| 6      | Nizozemsko (NED)             | 4     | 1       | 2     | 7      |
| —      | Smíšené družstvo             | 3     | 3       | 3     | 9      |
| 7      | Švýcarsko (SUI)              | 3     | 0       | 5     | 8      |
| 8      | Japonsko (JPN)               | 2     | 5       | 9     | 16     |
| 9      | Norsko (NOR)                 | 2     | 5       | 2     | 9      |
| 10     | Spojené státy americké (USA) | 2     | 3       | 3     | 8      |
| 18     | Česko (CZE)                  | 1     | 1       | 0     | 2      |

## Galerie

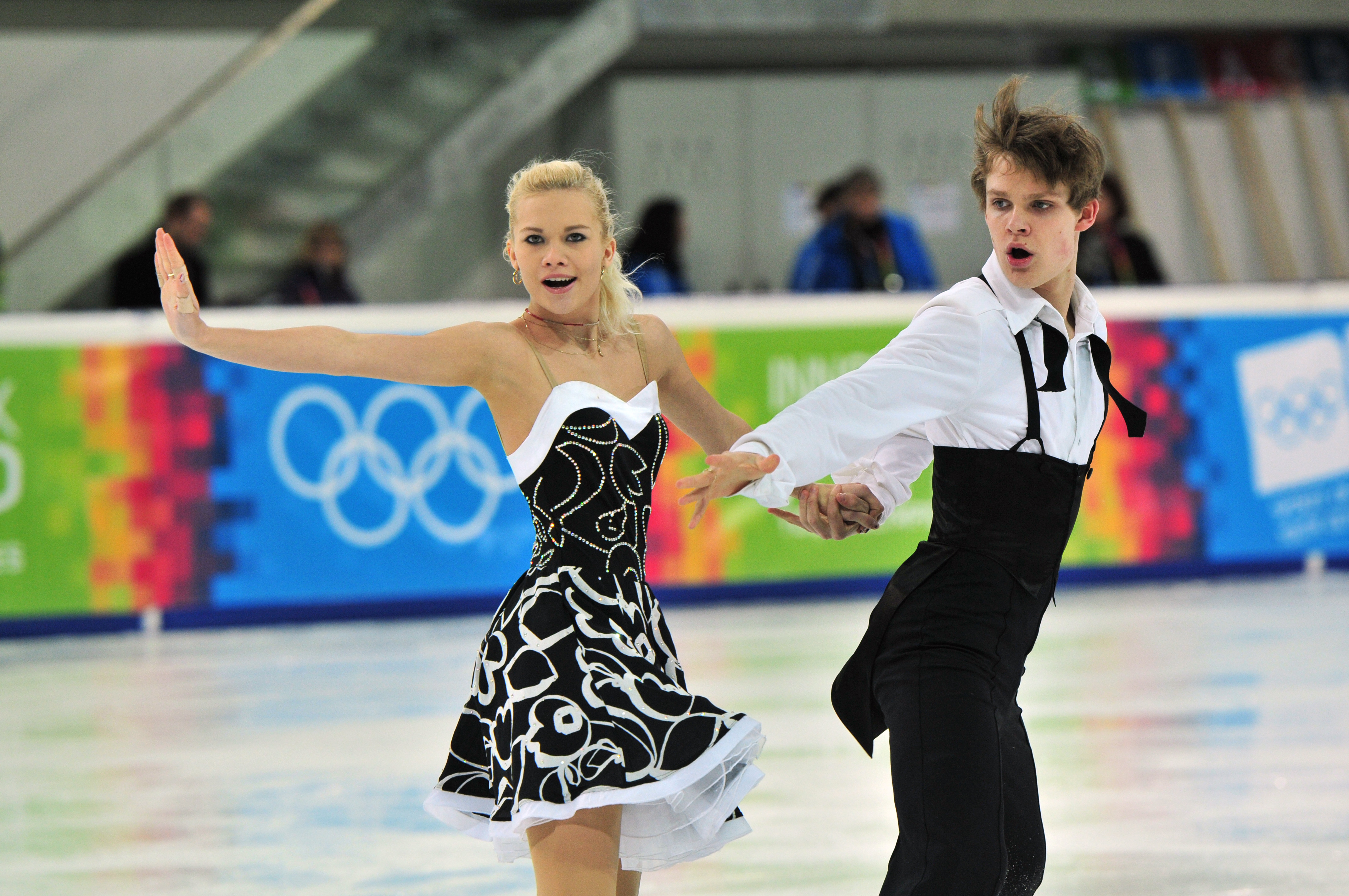
Česká dvojice Jana Čejkova a Alexandr Sinicyn dojela mezi tanečními páry na 7. místě